# 陈延成
陈延成，中华人民共和国政治人物、全国脱贫攻坚先进个人。

## 生平
陈延成任兴安盟扶贫开发办公室原党组书记、主任，二级巡视员。因在脱贫攻坚战中作出突出贡献，2021年2月25日全国脱贫攻坚总结表彰大会上，陈延成被授予“全国脱贫攻坚先进个人”。